# Lukula (biflöde till Inzia)
Lukula är en flod i Kongo-Kinshasa, ett biflöde till Inzia. Den rinner genom provinserna Kwango och Kwilu, i den västra delen av landet, 290 km öster om huvudstaden Kinshasa.